# Tadeusz Tomaszewski
Tadeusz Tomaszewski (né le 26 novembre 1881 à Sacin mort le 10 août 1950 à Londres) est un juriste et un homme d'État polonais. Il est Premier ministre du gouvernement polonais en exil d'avril 1949 à septembre 1950.

## Biographie
Il fait des études de droit à l'Université impériale de Varsovie, à l'Université de Moscou puis à Paris. Il est membre du Parti socialiste polonais clandestin. Plusieurs fois arrêté par la police tsariste il devient avocat à Varsovie. Il est nommé Premier ministre du Gouvernement polonais en exil à Londres le 7 avril 1949.